# Forbach
Forbach è un comune francese di 21 987 abitanti situato nel dipartimento della Mosella nella regione del Grand Est.

## Cultura locale e patrimonio

### Luoghi e monumenti

#### Edifici civili
- Passaggio di una via romana.
- Vestigia di una città nella foresta.
- Il castello dello Schlossberg, con la sua torre, la sua sala dei cavalieri, il suo parco disseminato di vestigia, il suo roseto e il suo ristorante gastronomico.
- Il castello Barrabino, dal nome dell'antico sindaco, costruito nel 1716 per Henning, barone di Stralenheim, diplomatico svedese al servizio del re di Svezia Carlo XII, residenza della contessa di Forbach Marianne Camasse. Acquistato nel 1905 dalla città, è dall'inizio del 2010 l'edificio che ospita l'Ufficio del Turismo della città.
- Stele dei «Dimenticati dalla Storia», all'ingresso del cimitero di Forbach, rue Bauer, dedicato alle migliaia di giovani lorenesi che furono strappati alla vita durante le guerre fratricide tra la Francia e la Germania[2].
- Cimitero Israelita, costruito verso il 1800. Secondo una tradizione locale, esso si trova tra le prime tombe del cimitero, quella di una zia di Heinrich Heine[3].
- La siège Simon, antica miniera di carbone. Un monumento rende omaggio alle vittime di una catastrofe avvenuta in questa miniera.

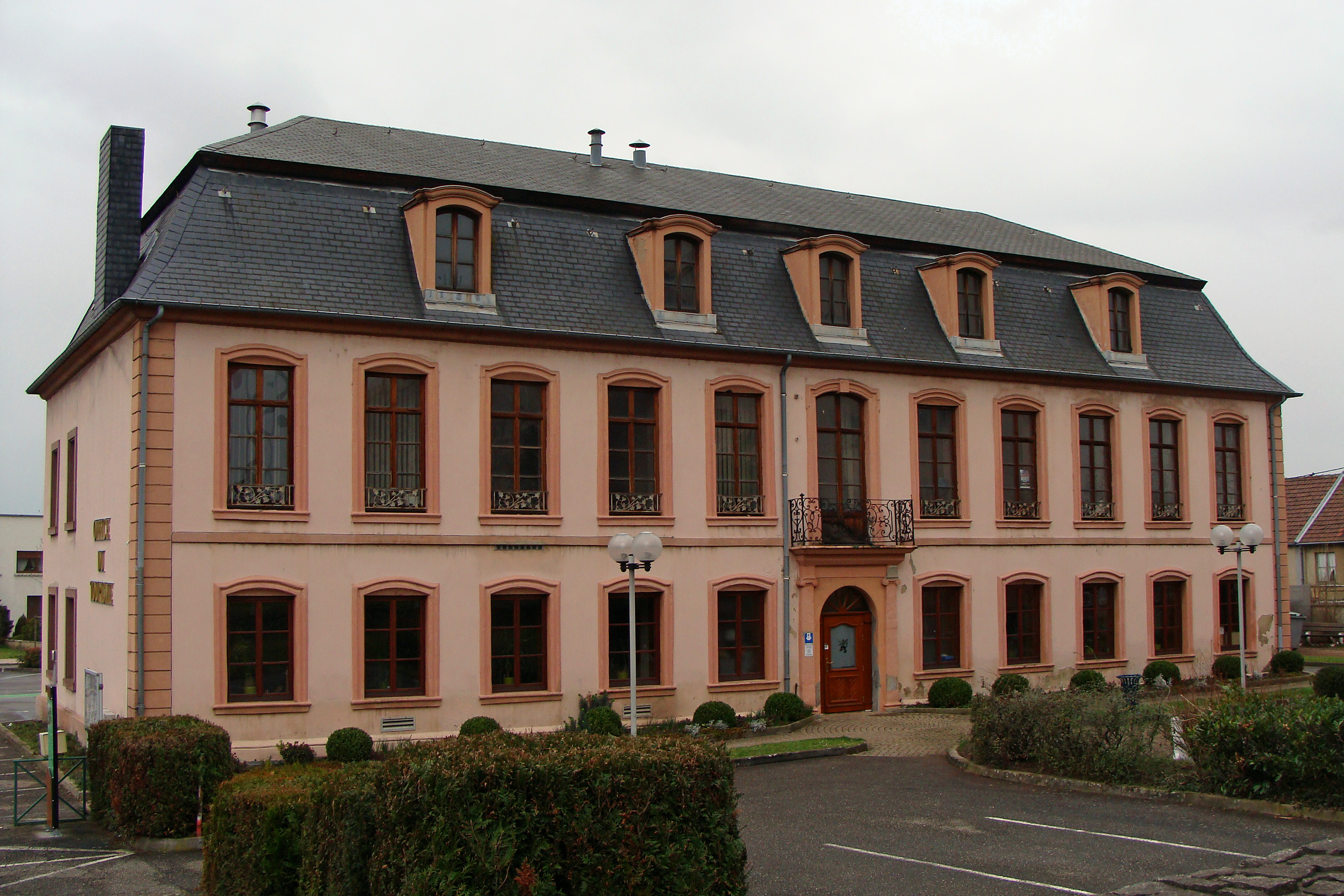
Castel Barrabino (1716).
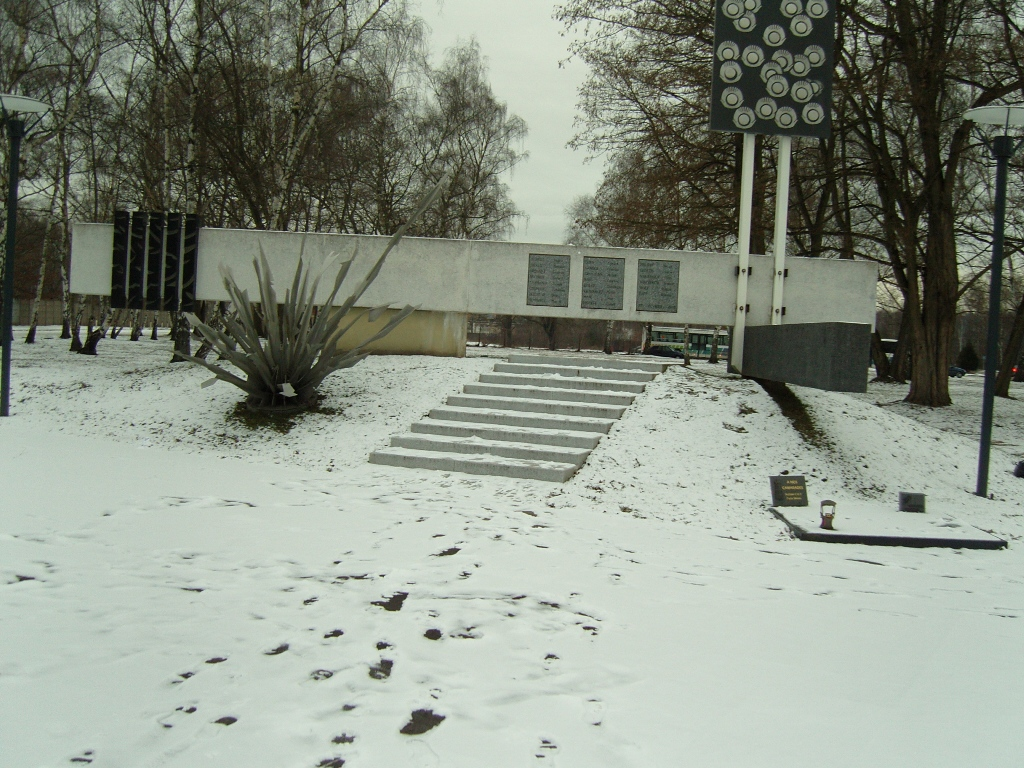
Monumento della catastrofe del pozzo Simon.
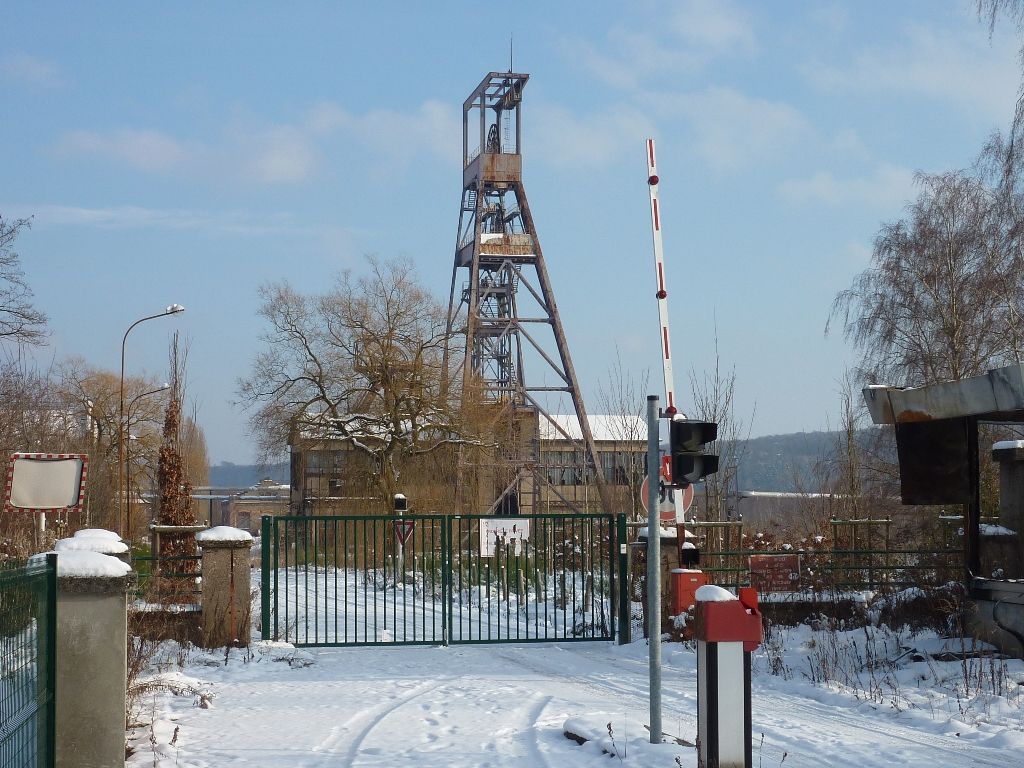
Ingresso al pozzo Simon n°1 (sullo sfondo) e n°2.
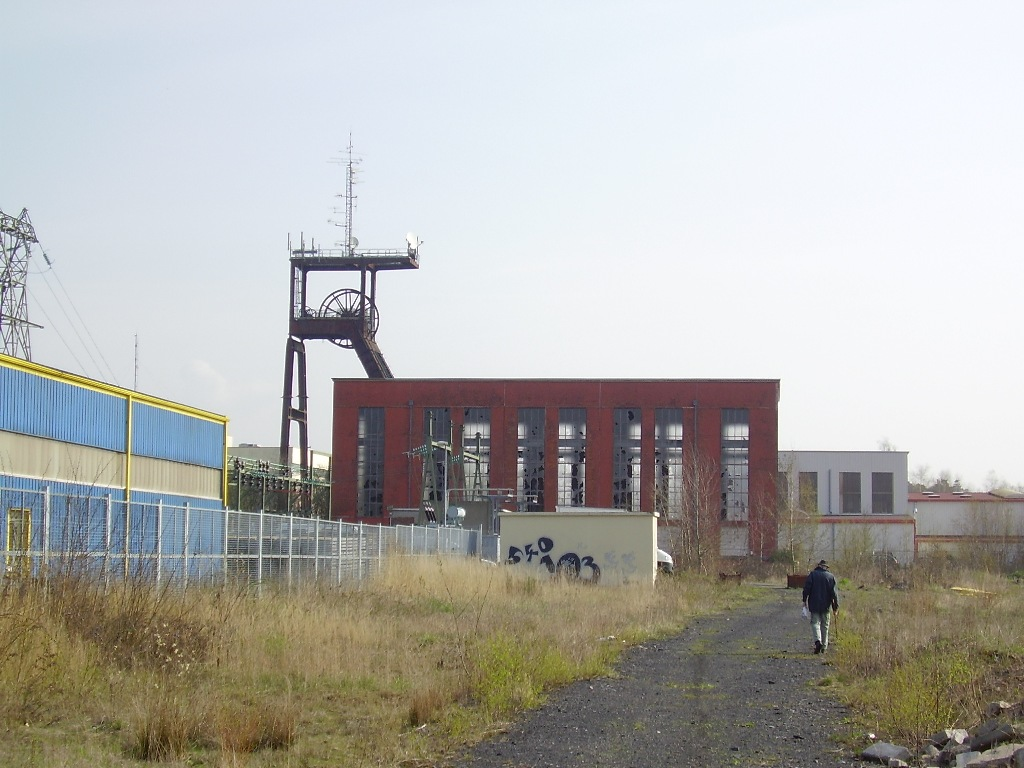
Il pozzo Simon (numero 4).

#### Edifici religiosi
- Chiesa di Saint-Rémi, costruita in stile neogotico nel 1866.
- Chiesa del Cristo Re, XX secolo, quartiere Bellevue
- Chiesa di San Giuseppe, XX secolo, quartiere del Bruch
- Chiesa di Santa Croce, XX secolo, quartiere Creuzberg
- Chiesa di Notre-Dame-du-Rosaire, XX secolo, quartiere Marienau
- Chiesa di Notre-Dame, XX secolo, quartiere Wiesberg
- La cappella della Santa Croce, monumento storico datato dal XIII secolo e dominante tutta la zona del Warndt. Essa è una tappa del Cammino di Santiago di Compostela.
- Cappella di Notre-Dame-du-Bon-Secours, XIX secolo
- Cappella dell'ospedale Sainte-Barbe, XIX secolo
- Chiesa luterana, rue des Alliés, costruita tra il 1891 e il 1892.
- Chiesa neo-apostolica, rue du Général-Houchard.
- Sinagoga, avenue Saint-Rémy. Costruita nel 1835 sul terreno d'una piccola sinagoga più antica, inaugurata nel 1836, danneggiata durante la seconda guerra mondiale (trasformata dall'occupante tedesco in deposito) e restaurata dopo la guerra, essa aveva conservato la sua Arca santa d'origine, decorata sul modello dell'antica sinagoga di Strasburgo. Essa è uno dei monumenti più antichi della città. I nomi di 114 membri della comunità ebraica di Forbach, vittime del nazismo, sono scolpite sulla placca-ricordo nel salone d'ingresso della sinagoga. Nel 2013[4], essa è stata adibita ad altro uso su richiesta del concistoro israelita della Mosella. L'edificio, affidato al municipio di Forbach, è destinato a diventare un centro culturale.

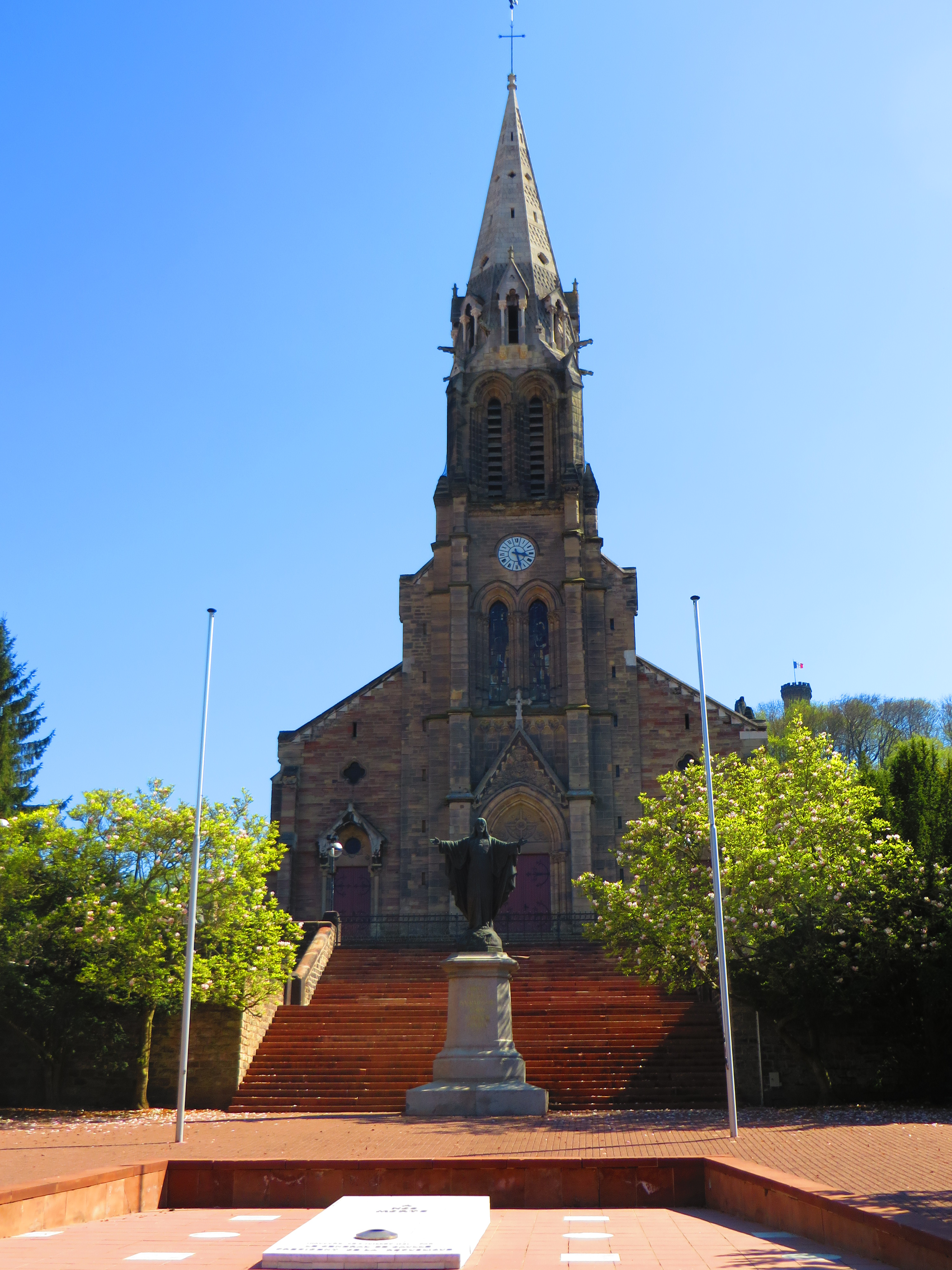
Chiesa di Saint-Rémi.
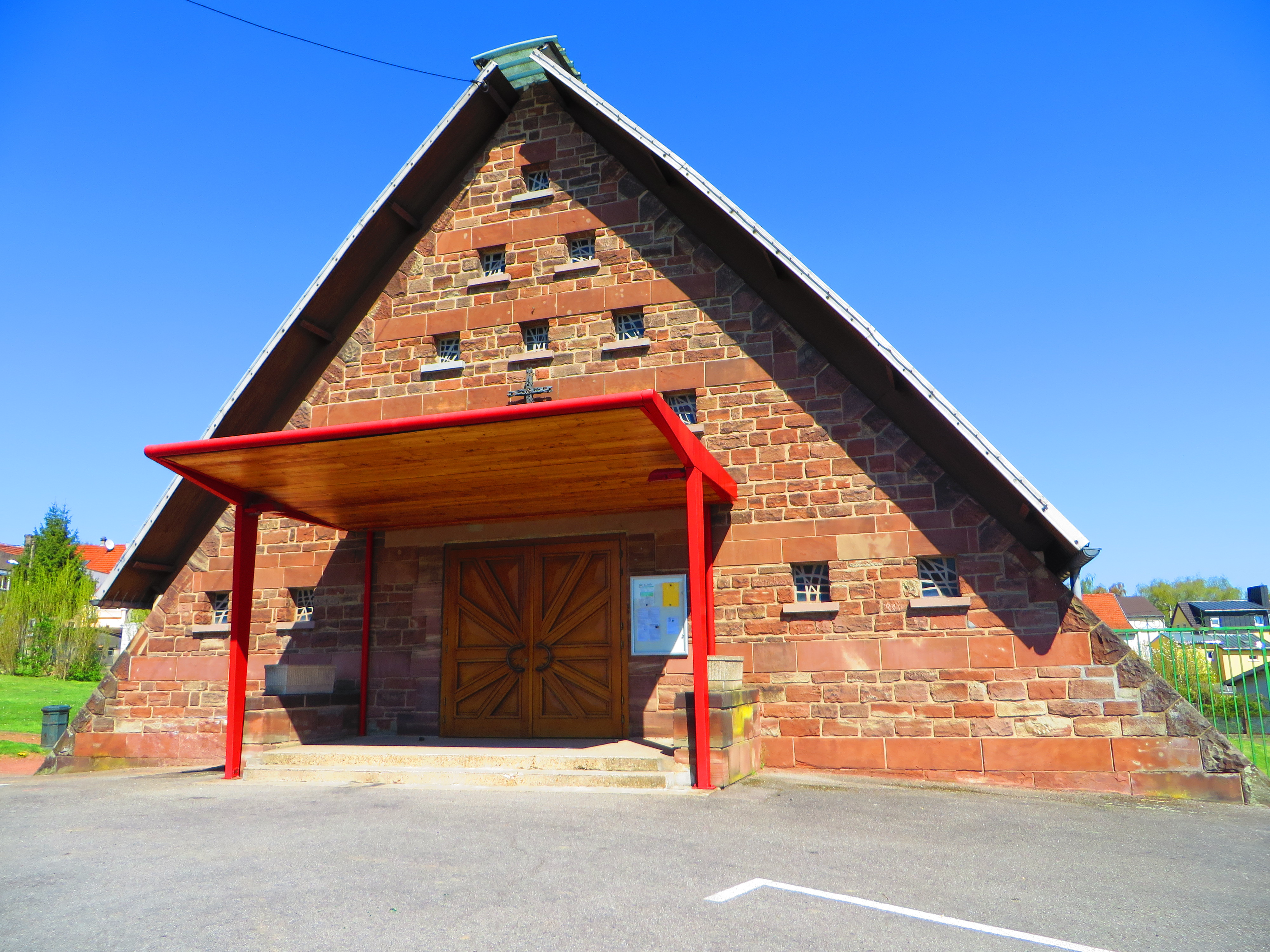
Chiesa di Cristo Re, quartiere Bellevue.
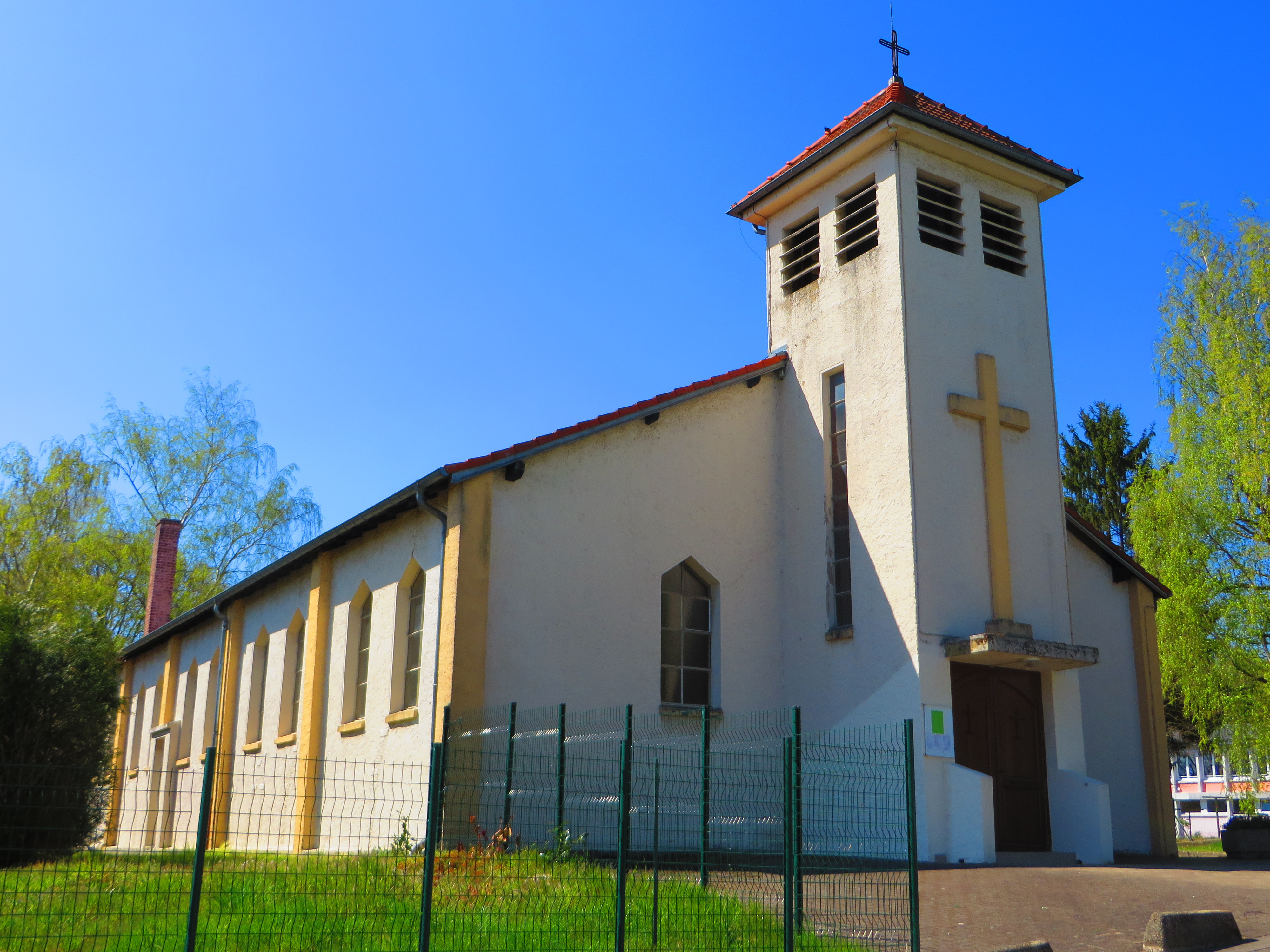
Chiesa di San Giuseppe, quartiere del Bruch.
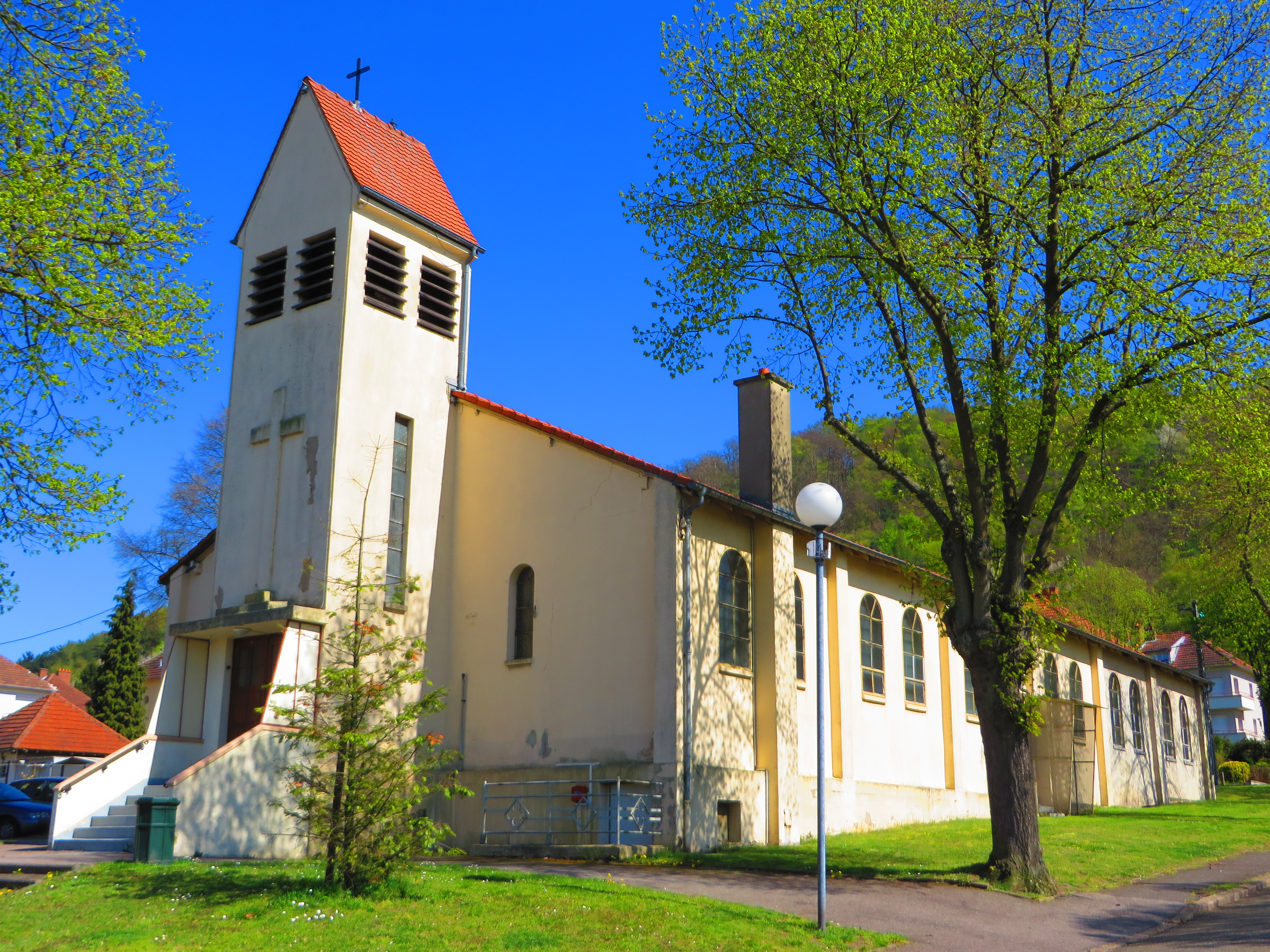
Chiesa della Sainte-Croix, quartiere Creuzberg.
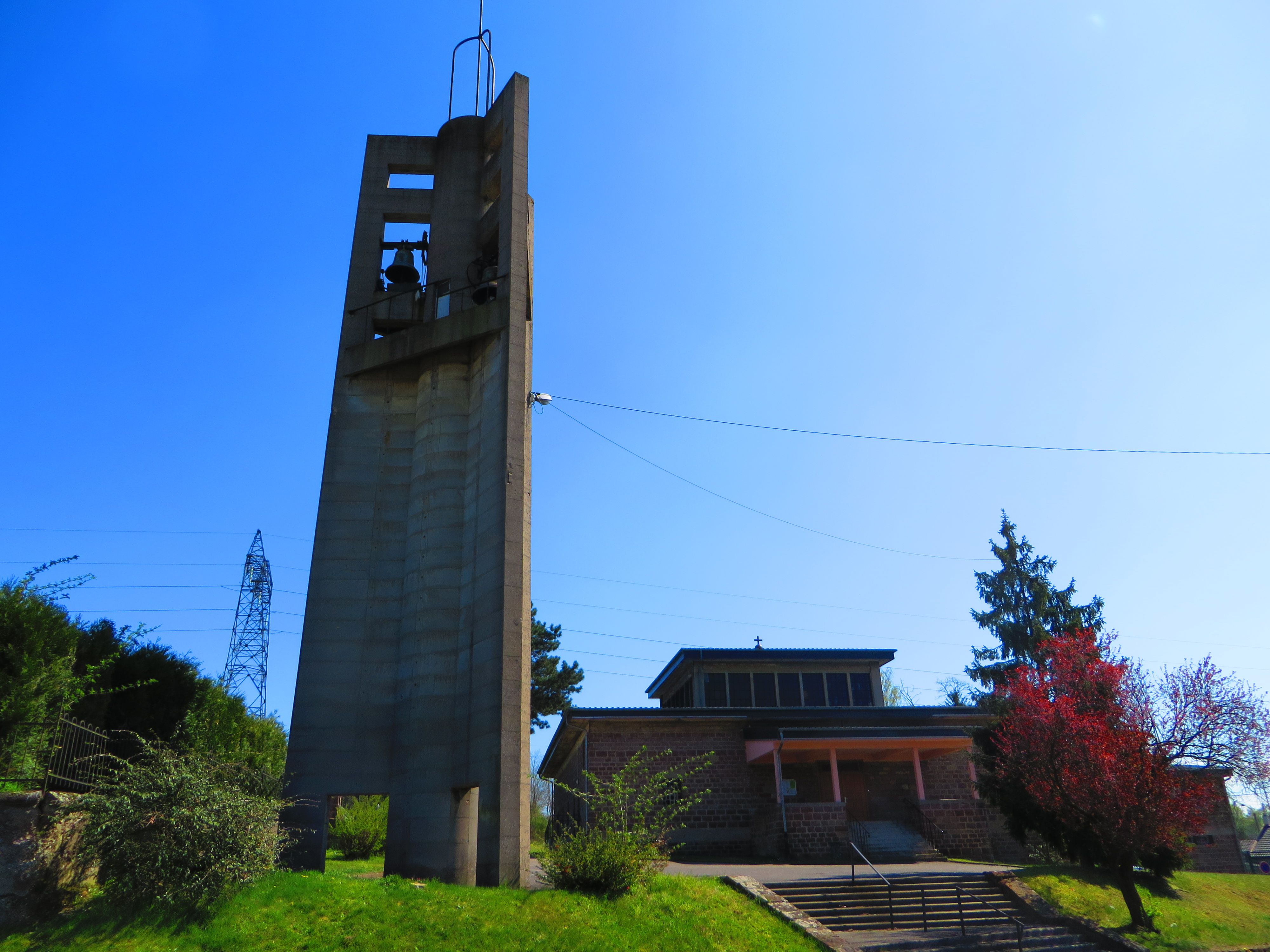
Chiesa di Notre-Dame-du-Rosaire, quartiere Marienau.
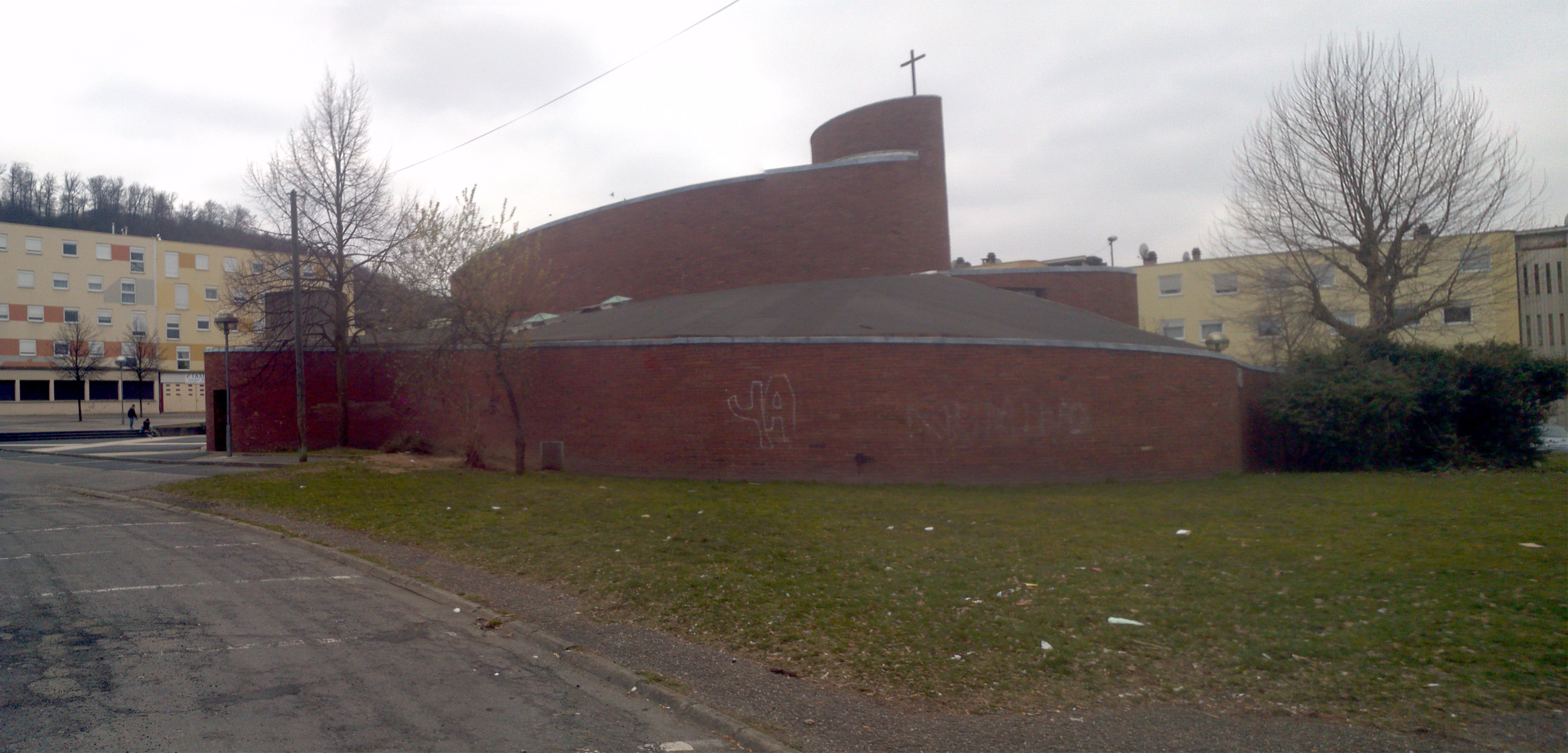
Chiesa di Notre-Dame, quartiere Wiesberg.
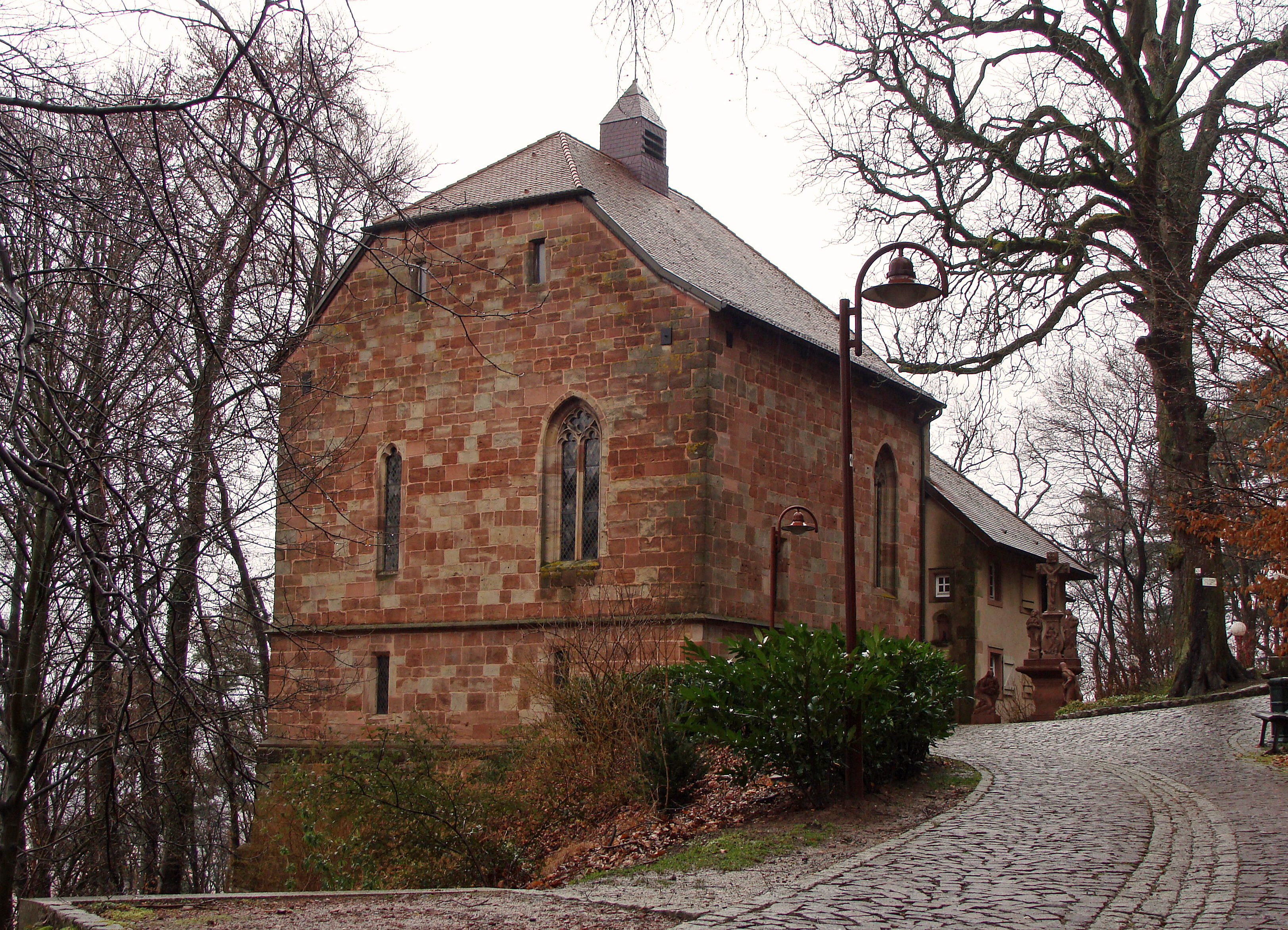
Cappella Sainte-Croix.
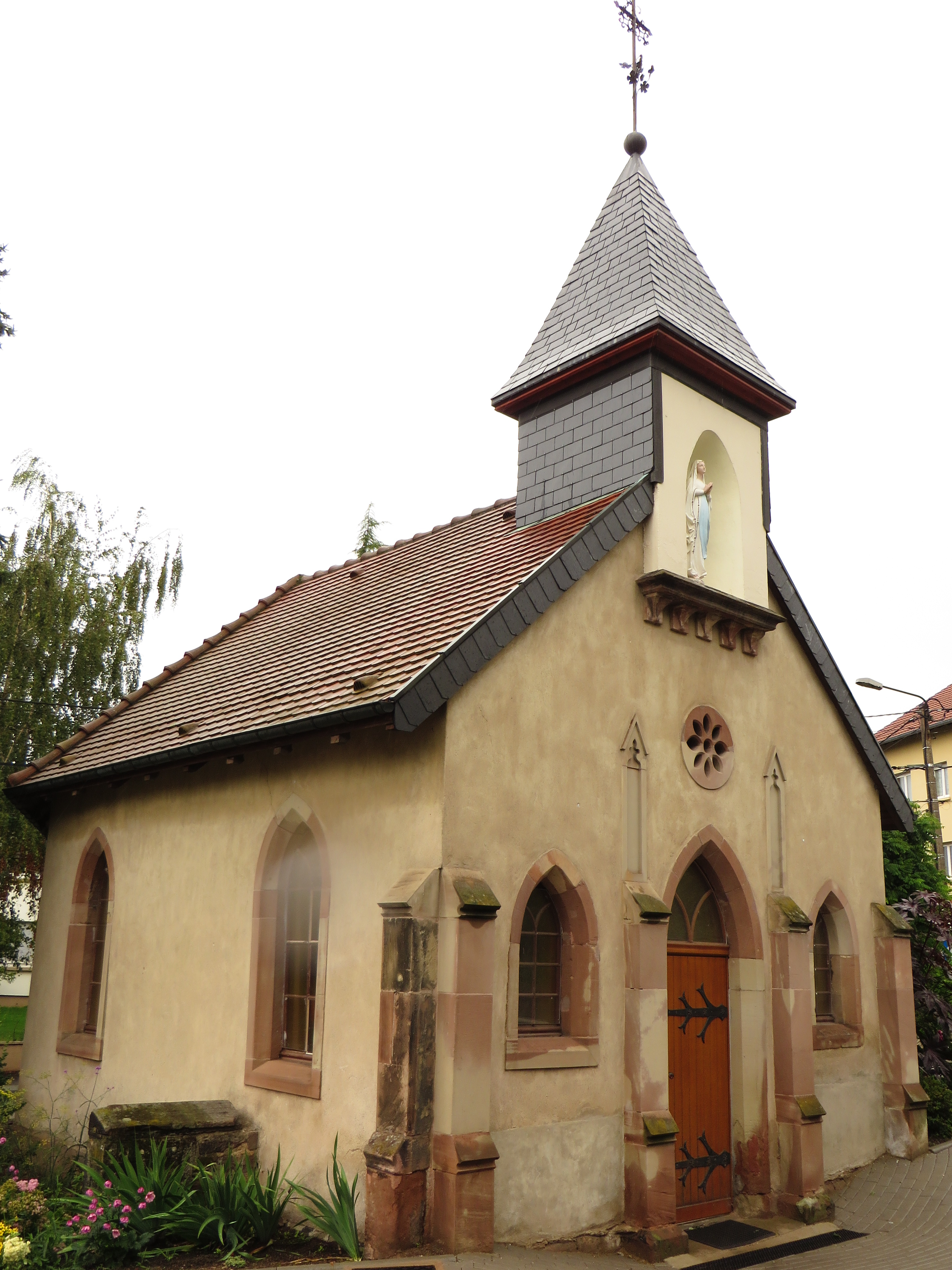
Cappella Notre-Dame-du-Bon-Secours.
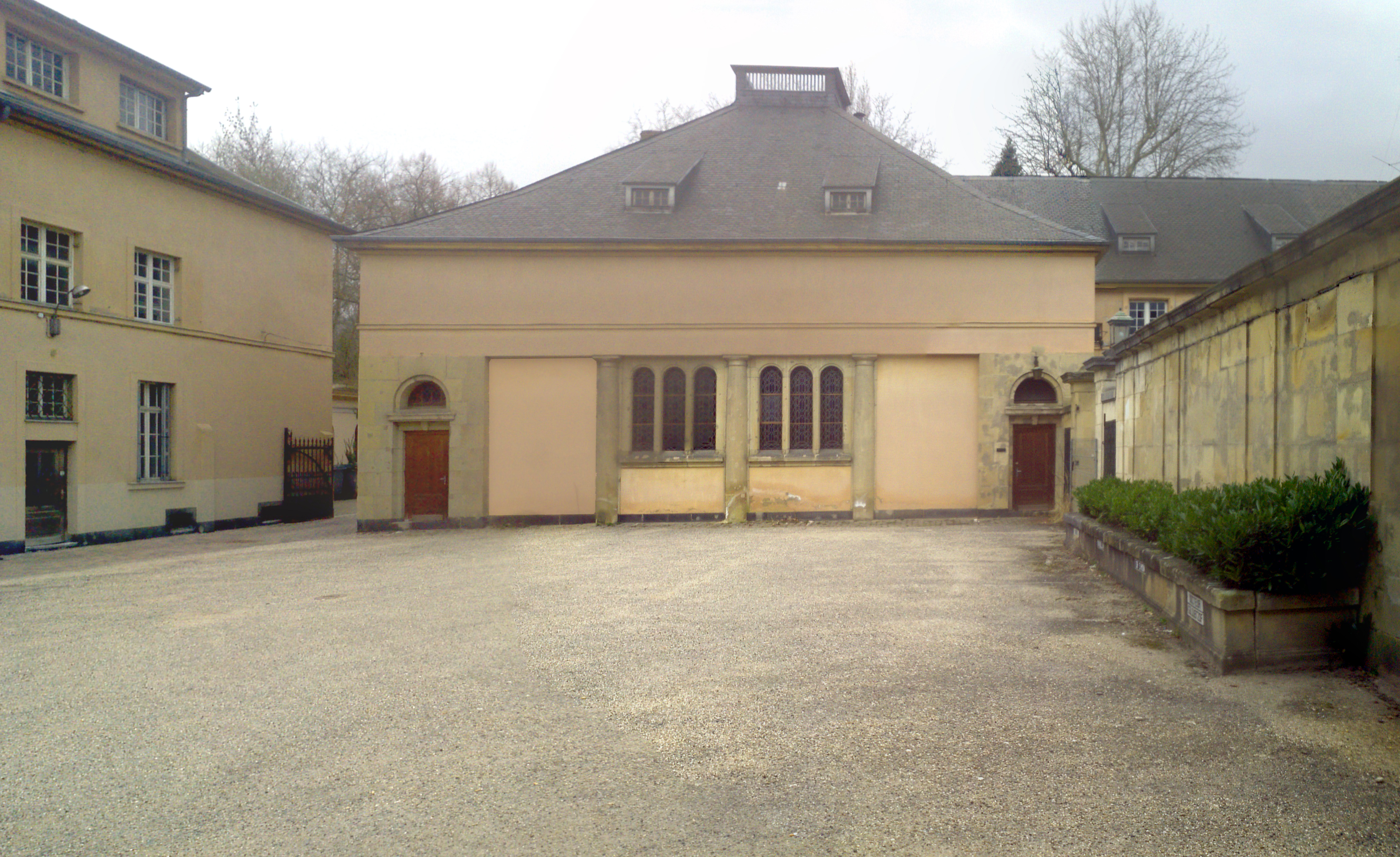
Cappella dell'ospedale Sainte-Barbe.
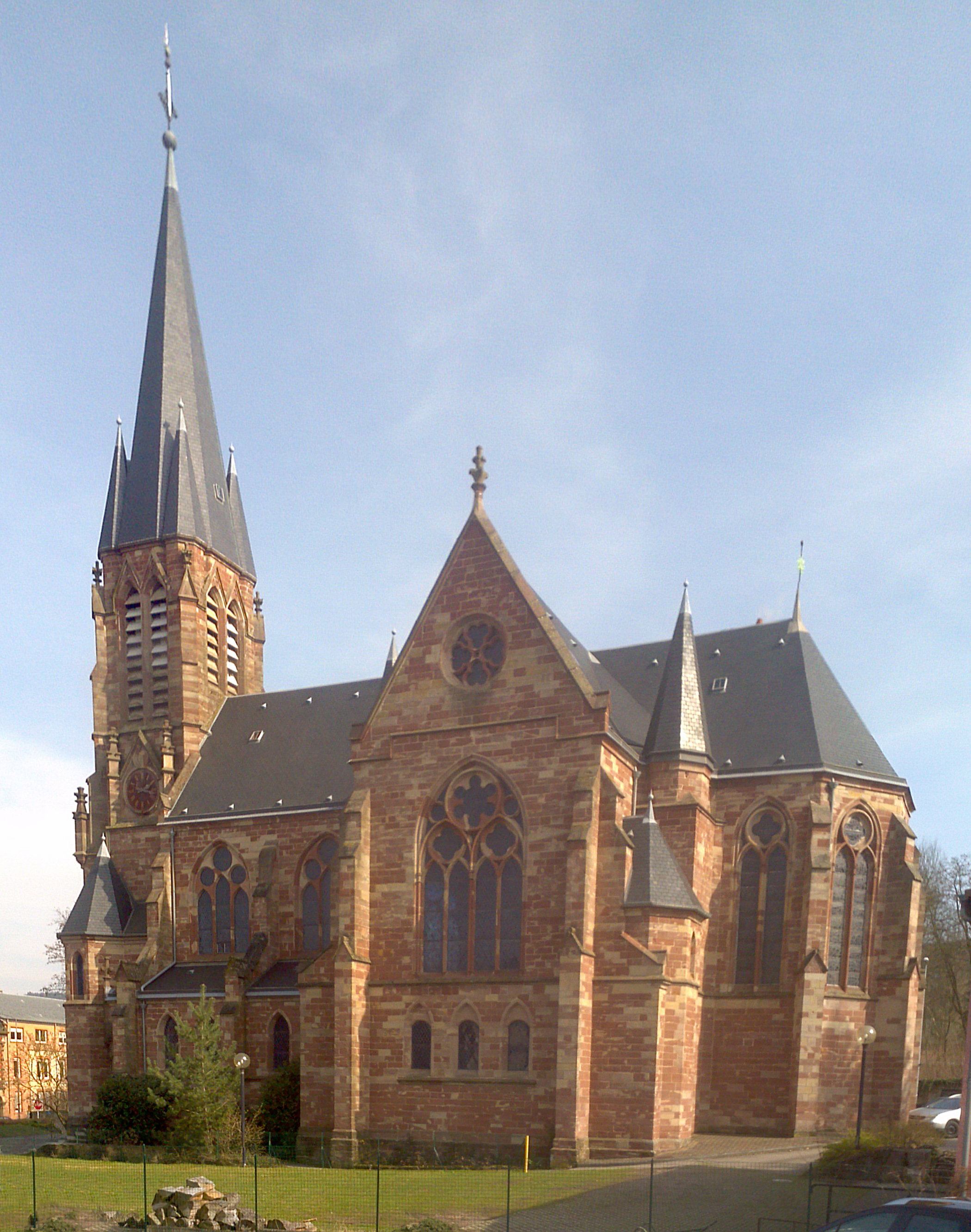
Chiesa luterana.
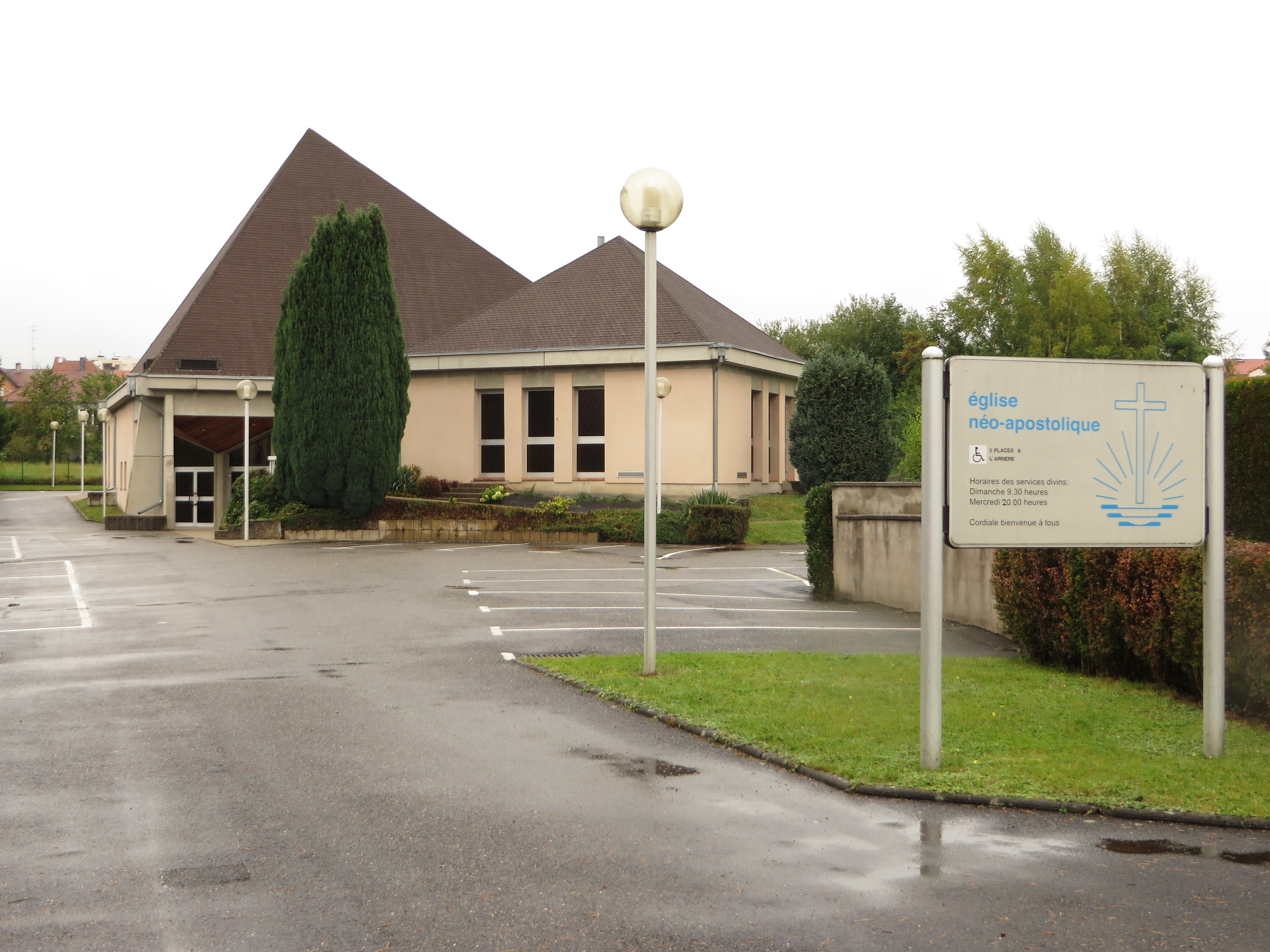
Chiesa neo-apostolica.
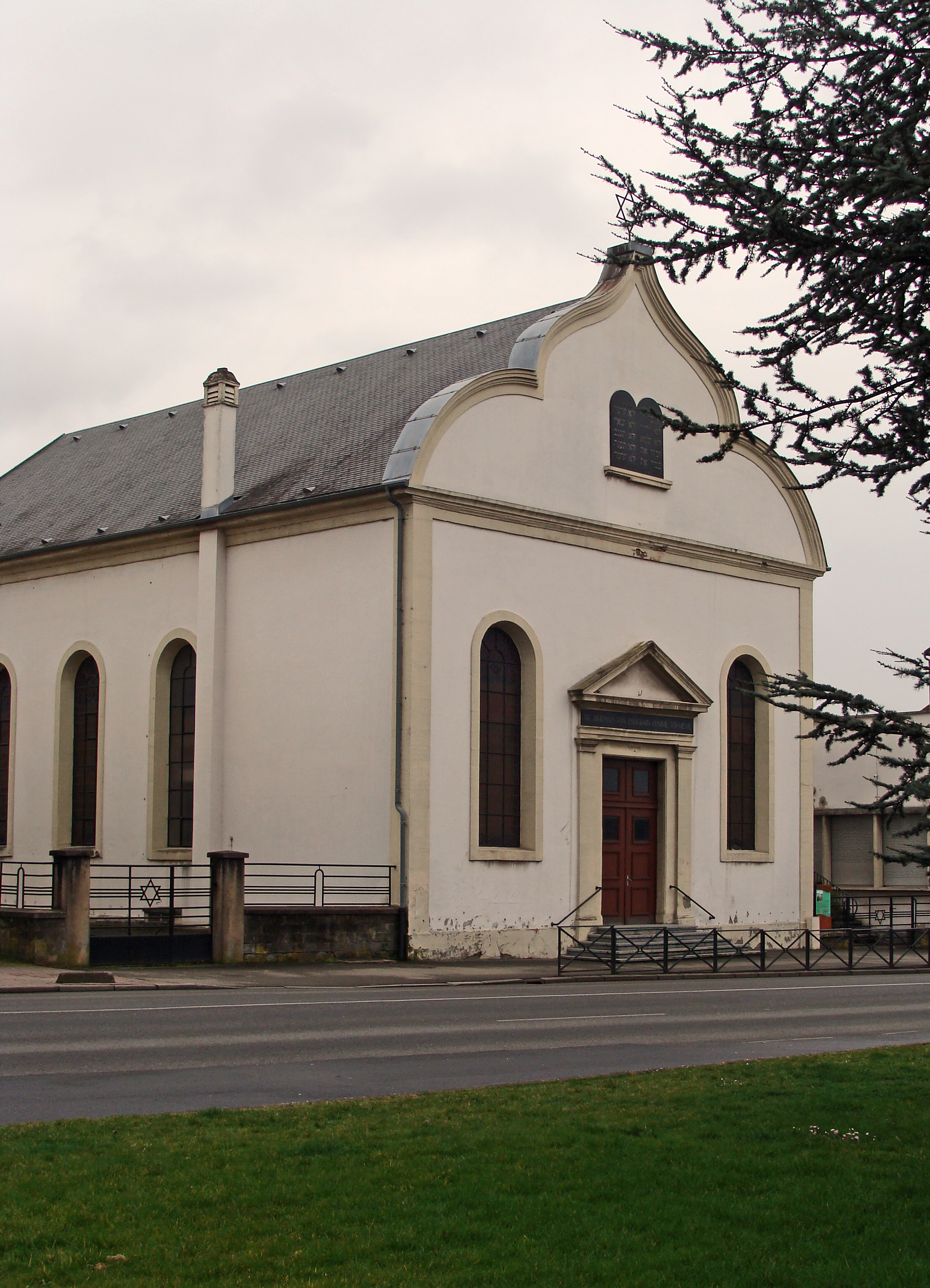
Sinagoga di Forbach.

## Società

### Evoluzione demografica
Abitanti censiti

## Amministrazione

### Gemellaggi
- Völklingen, dal 1984